# 太陽ダイナモ
太陽ダイナモ（たいようダイナモ、英: solar dynamo）とは、太陽磁場を生成する磁場の生成機構である。黒点数の増減のような太陽の周期活動の駆動点と考えられている。
太陽には、地球や他の多くの天体と同じように、双極磁場が存在している。この双極磁場は、アンペールの法則に従い、太陽内部を流れる環状電流によって励起されている。さらにこの電流は、太陽内部での、異なる自転速度を持つ領域間の剪断によって作り出されている。事実、太陽を構成するプラズマの電気伝導率は極めて高く、よってこのプラズマ流体は電磁流体力学によって記述できる。

## 生成機構
どのような電気伝導流体であれ、電磁誘導に関するレンツの法則にしたがい、流体の内部を剪断することによってダイナモを形成できる。この電磁誘導の法則とは、磁場中の流体を動かすと既存の磁場を歪ませるような電流が流体内部に誘導される、という法則である。この磁場の歪みは、コーヒーにクリームを入れて攪拌した時にできる渦のように、流体を動かした方向に沿って磁場が引き伸ばされるように形成される。もし流体（の運動）が強い剪断成分を持てば、個々の磁力線は流れによって引き伸ばされ、磁場を増幅することになる。このような機構を、磁気流体ダイナモと呼ぶ。

## 磁場の生成
流体の構造に依存して、ダイナモはいくつかの状態に分類される。例えば、自己励起かつ安定な系、自己励起かつ非線形な系、減衰する系、などである。太陽ダイナモは、自己励起系である。磁場の向きは11年ごとに反転し、太陽の黒点周期を引き起こしている（太陽内部で生成された磁場の一部は、磁束管として太陽表面に浮上する。黒点は、この磁束管の断面と考えられている）。太陽ダイナモは、タコクラインと呼ばれる領域で発生していると考えられる。タコクラインとは、太陽内部の自転速度の変化（剪断）が大きな領域である。

## 研究状況
太陽ダイナモの詳細な物理過程は未だに理解されておらず、現在でも重要な研究対象である。